# سانتالاریس
سانتالاریس (به لاتین: Santalaris) یک منطقهٔ مسکونی در قبرس شمالی است که در ناحیه غازی ماغوسا واقع شده‌است.